# Ильтебаново
Ильтеба́ново (баш. Илтабан) — село в Учалинском районе Республики Башкортостан Российской Федерации. Входит в состав Кунакбаевского сельсовета.

## География
Расстояние до:
- районного центра (Учалы): 10 км,
- центра сельсовета (Кунакбаево): 2 км,
- ближайшей железнодорожной станции (Учалы): 14 км.

## История
Деревню основал старшина Ильтабан Степанов, противник восстания 1735—1740, 1755 годов. О происхождении членов его команды Батырша Алеев писал из Шлиссельбургской крепости Петербурга: «Оглашен указ о том, чтобы старшина Ильтабан всей своей командой, оставив веру ислама, перешли бы в русскую веру, или же вернулись в прежнюю дедовскую свою веру — чувашскую» (то есть языческую). Батырша знал Ильтабана и его людей, у него учился из его команды Абдикей Биктимиров.
Функционировали мечеть и при ней мектебе.

## Население
| 1920 | 2002 | 2009 | 2010 |
| ---- | ---- | ---- | ---- |
| 1053 | ↘526 | ↗619 | ↘480 |

### Историческая численность населения
V ревизию деревня встретила 35 дворами с 230 жителями. К X ревизии было 53 двора и 672 человека. В 1920 г. в 204 домах проживало 1053 жителя.

### Национальный состав
Согласно переписи 2002 года, преобладающая национальность — башкиры (96 %).